# Ли Бинцзюнь
Ли Бинцзюнь (кит. 李炳军, род. февраль 1963, Линьцюй, Шаньдун) — китайский государственный и политический деятель, губернатор провинции Гуйчжоу с ноября 2020 года.
Ранее секретарь парткома КПК города Ганьчжоу (2015—2020), вице-губернатор провинции Цзянси (2013—2015).
Член Центрального комитета Компартии Китая 20-го созыва.

## Биография
Родился в феврале 1963 года в уезде Линьцюй городского округа Вэйфан, провинция Шаньдун.
В сентябре 1980 года поступил в Шаньдунский химико-технологический институт (ныне Циндаоский университет науки и технологий), по окончании которого в июле 1984 года получил диплом бакалавра по специальности «органическая химия». В марте того же года вступил в Коммунистическую партию Китая.
В июле 1984 года принят на государственную службу рядовым сотрудником в Министерство химической промышленности КНР. В мае 1991 года назначен заместителем начальника аппарата министра в канцелярии — заместителем секретаря партийного отделения министерства. Спустя месяц переведён в аппарат Государственного совета КНР на должность второго секретаря Первого отдела одного из управлений. С сентября 1993 года заместитель начальника Первого отдела управления в аппарате Госсовета КНР, с 1994 года — секретарь партийного отделения аппарата Госсовета по совместительству.
В августе 1997 года повышен до заместителя начальника секретариата Госсовета КНР, в ноябре 2000 года занял пост начальника секретариата — помощника премьера Госсовета. В июле 2007 года назначен заместителем секретаря Госсовета КНР в ранге министра и занимал эту должность с 2007 по 2013 гг. В центральных органах исполнительной власти Ли Бинцзюнь проработал в общей сложности 30 лет (1984—2013), из них более 20 лет (1991—2013) в Государственном совете Китая.
В июле 2013 года направлен вице-губернатором в провинцию Цзянси, в июне 2015 года вошёл в состав Постоянного комитета парткома КПК провинции и занял пост секретаря горкома КПК Ганьчжоу — самого густонаселённого города в Цзянси и одного из самых неблагополучных в экономическом плане мест в этой провинции. В мае 2018 года по совместительству стал вторым по перечислению заместителем секретаря парткома КПК Цзянси, дополнительно возглавив провинциальную партийную школу Компартии Китая.
В ноябре 2020 года назначен губернатором провинции Гуйчжоу, утверждён в должности 24 ноября того же года на очередной сессии Собрания народных представителей провинции.